# Belince (Štimlje)
Pour l’article homonyme, voir Belince.
Belincë en albanais et Belince en serbe latin (en serbe cyrillique : Белинце) est une localité du Kosovo située dans la commune/municipalité de Shtime/Štimlje, district de Ferizaj/Uroševac (Kosovo) ou district de Kosovo (Serbie). Selon le recensement kosovar de 2011, elle compte 809 habitants, tous albanais.

## Démographie

### Évolution historique de la population dans la localité
| 1948 | 1953 | 1961 | 1971 | 1981 | 1991 | 2011 |
| ---- | ---- | ---- | ---- | ---- | ---- | ---- |
| 244  | 268  | 320  | 388  | 524  | 692  | 809  |

|  |